# Talbotton
Talbotton är administrativ huvudort i Talbot County i Georgia. Orten har fått sitt namn efter politikern Matthew Talbot. Enligt 2010 års folkräkning hade Talbotton 970 invånare.